# Hyper-V
Microsoft Hyper-V, nome in codice Viridian conosciuto anche come Windows Server Virtualization, è un native hypervisor; con esso è possibile creare macchine virtuali su sistemi basati su processori x86-64 che eseguono Windows. Introdotto con le versioni a 64 bit di Windows Server 2008 e Windows 8 (x64), Hyper-V sostituisce Windows Virtual PC come componente hardware virtualization nell'edizione client di Windows NT. Un server che esegue Hyper-V può essere configurato per esporre macchine virtuali individualmente verso uno o più networks.
Hyper-V è stato rilasciato la prima volta insieme a Windows Server 2008, ed è disponibile senza costi aggiuntivi da Windows Server 2012 e Windows 8. La versione standalone Windows Hyper-V Server è gratuita, ma dispone della sola interfaccia a linea di comando.

## Storia
Una versione beta di Hyper-V è stata distribuita con alcune edizioni x86-64 di Windows Server 2008. La versione definitiva è stata rilasciata il 26 giugno 2008 ed è stata consegnata tramite Windows Update. Da allora Hyper-V è stato rilasciato con tutte le versioni di Windows Server.
Microsoft fornisce Hyper-V tramite due canali:
1. Parte di Windows: Hyper-V è un componente opzionale di Windows Server 2008 e versioni successive. È inoltre disponibile in SKU x64 di edizioni Pro ed Enterprise di Windows 8, Windows 8.1 e Windows 10.
2. Server Hyper-V: è una versione freeware di Windows Server con funzionalità limitate e componente Hyper-V.

### Hyper-V Server
Hyper-V Server 2008 è stato rilasciato il 1º ottobre 2008. È costituito da Windows Server 2008 Server Core e ruolo Hyper-V; altri ruoli di Windows Server 2008 sono disabilitati e i servizi di Windows sono limitati. Hyper-V Server 2008 è limitato a un'interfaccia a riga di comando utilizzata per configurare il sistema operativo host, l'hardware fisico e il software. Un'interfaccia CLI basata su menu e alcuni file di script liberamente scaricabili semplificano la configurazione. Inoltre, Hyper-V Server supporta l'accesso remoto tramite Connessione desktop remoto. Tuttavia, l'amministrazione e la configurazione del sistema operativo host e delle macchine virtuali guest vengono generalmente eseguite in rete, utilizzando Microsoft Management Console su un altro computer Windows o System Center Virtual Machine Manager. Ciò consente una configurazione "punta e clicca" molto più semplice e il monitoraggio del server Hyper-V.
Hyper-V Server 2008 R2 (un'edizione di Windows Server 2008 R2) è stato reso disponibile a settembre 2009 e include Windows PowerShell v2 per un maggiore controllo della CLI. L'accesso remoto al server Hyper-V richiede la configurazione CLI delle interfacce di rete e Windows Firewall. Anche l'utilizzo di un PC Windows Vista per amministrare Hyper-V Server 2008 R2 non è completamente supportato.